# Casale di Mezzani
Casale (Al Casäl in dialetto parmigiano) è una frazione del comune di Sorbolo Mezzani, posta a 6 km a sud est da Colorno e a 15 km nord da Parma.

## Toponomastica
Il toponimo Casale era utilizzato per designare un insieme di caseggiati rustici vicini che insistono su un fondo agricolo.

## Geografia fisica
Il paese si snoda principalmente su tre assi viari: via XXV Aprile, via della Resistenza e via della Pace.
La parte su via della Resistenza costituisce la località Parmetta, dal nome dell'omonimo canale oggi interrato che scorreva a lato della strada. Via XXV Aprile invece è in parte ancora affiancata dal canale Polesine.  A sud dell'abitato si trova la zona industriale sorta alla fine del XX secolo attraversata da altri due canali: la Parmetta e la Gambina.

## Storia

### Medioevo

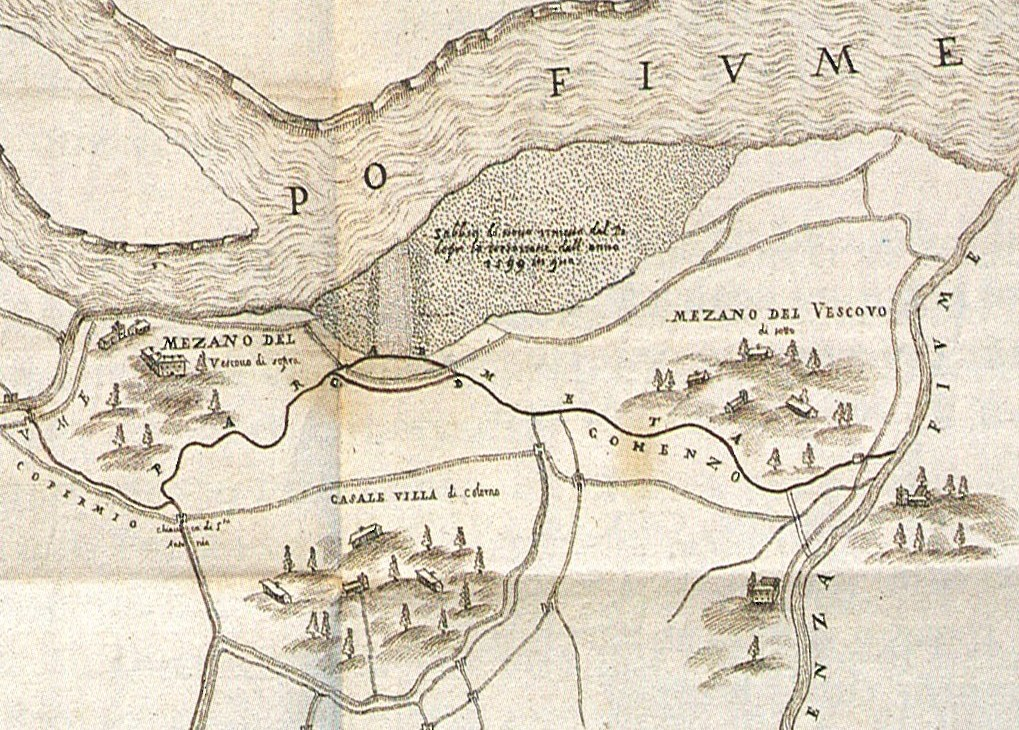
il territorio di Mezzani in una carta di Smeraldo Smeraldi del XVII secolo

In epoca medievale l'attuale centro abitato fu fondato su un'isola del Po, nell'890 era infatti definito "insula iuxta Padum" per diventare alcuni secoli più tardi "Casalis ripae Padi" poiché il fiume si era spostato più a nord. La presenza del fiume a sud dell'abitato è testimoniata dalla località Valle.
Successivamente a nord di Casale si formarono le isole di Mezzano Superiore e Inferiore, possedimenti dell'episcopato parmense. Di quell'epoca rimane il vecchio argine di S. Antonio(oggi ridotto a semplice strada di campagna) che difendeva il paese dalle acque del Po partendo dalla sponda del torrente Parma proseguendo in direzione di Coenzo.

### Dal XVI al XVIII secolo
Nel 1526 il conte Roberto Ambrogio Sanseverino cedette ai cittadini di Casale i terreni della Valle in cambio di settanta scudi d'oro
. Questi terreni furono inizialmente gestiti col sistema delle comunaglie saranno poi suddivisi tra gli abitanti del paese nel XIX secolo.
A differenza dei vicini Mezzano Inferiore e Superiore, territori del Vescovo di Parma, Casale appartenne da sempre alla giurisdizione ducale. Era parte del contado di Colorno e in alcune antiche carte viene menzionato come Casale villa di Colorno. Casale ebbe però molti più interessi comuni coi due paesi vescovili, tanto che diversi mezzanesi vi possedevano terreni. Uno dei mezzi che nel ‘700 il duca di Parma utilizzò per forzare il vescovo a cedergli il suo feudo fu di dislocare truppe armate lungo il confine coi Mezzani. Si voleva così impedire ai sudditi del vescovo di trasportare fuori del ducato di Parma i raccolti dei terreni di Casale.
Come i villaggi vicini anche Casale fu coinvolto in alcuni eventi bellici, nell'anno 1734 truppe francesi e savoiarde prima e poi imperiali che si scontrarono nella battaglia di Colorno si accamparono nel paese con grave danno per i raccolti e per la popolazione.

### XIX e XX secolo
A Casale fu sempre diffusa la piccola proprietà, come conseguenza dell'opera di bonifica del territorio operata dalla popolazione locale fin dalla fondazione del paese. Nel XIX secolo con la spartizione dei terreni della Valle questa caratteristica si accentuò ulteriormente.
Nel 1861 Casale col Ducato di Parma entrò a far parte del Regno d'Italia.
Dopo il 1860 nel territorio a sud di Casale avvenne un'esplosione della risicoltura. Le risaie erano già presente dai tempi dei Farnese nei terreni dal drenaggio più difficoltoso, ma decaddero durante l'epoca napoleonica. Nella seconda metà del XIX secolo ripresero ad espandersi fino a lambire l'abitato facendo sorgere discussioni sull'insalubrità di tali colture. Verso la fine del secolo, la coltivazione del riso fu però del tutto abbandonata a causa di un forte calo dei prezzi. Rimase in ogni caso il problema dell'utilizzo dei terreni più bassi di Mazzabue e del Casale, che nonostante i vari lavori susseguitisi nei secoli per la realizzazione di canali continuavano ad avere un pessimo drenaggio. Sorse un acceso dibattito sull'opportunità di eseguire nuove opere di bonifica per potere finalmente sfruttare razionalmente quei terreni. Nel 1905 venne costituito il Consorzio di bonifica Parma/Enza. Solo tra il 1910 e il 1911 saranno eseguiti i lavori risolutivi con l'ampliamento della sezione dei canali e l'edificazione di una centrale idrovora presso la chiavica del Balano a Bocca d'Enza.
Gli anni '80 del XIX secolo furono abbastanza movimentati dal punto di vista politico. Le frazioni di Mezzano Superiore, Mezzano Rondani e Casale richiesero lo spostamento in una posizione più centrale della sede municipale; questa era infatti ubicata a Mezzano Inferiore, nell'edificio ad angolo tra le attuali via Martiri della Libertà e via Sandro Pertini. Non riuscendo a trovare una soluzione condivisa, l'amministrazione comunale iniziò a temporeggiare.  Gli abitanti dei tre paesi allora si fecero promotori di un'istanza per l'aggregazione al contermine comune di Colorno. Questa azione provocò l'avvio immediato delle pratiche per realizzare una nuova sede municipale a Casale (1886). La posizione più baricentrica della futura casa comunale soddisfece le frazioni e l'istanza fu ritirata. I cittadini di Mezzano Inferiore non furono dello stesso parere e a loro volta chiesero di essere aggregati al comune di Sorbolo. La questione fu risolta in sede di consiglio provinciale nel 1887, venne accettata la richiesta di trasferimento del municipio e respinta la domanda di aggregare Mezzano Inferiore a Sorbolo. Il Regio Decreto del 22 maggio 1887 autorizzò definitivamente il trasferimento della sede comunale.

## Società

### Evoluzione demografica

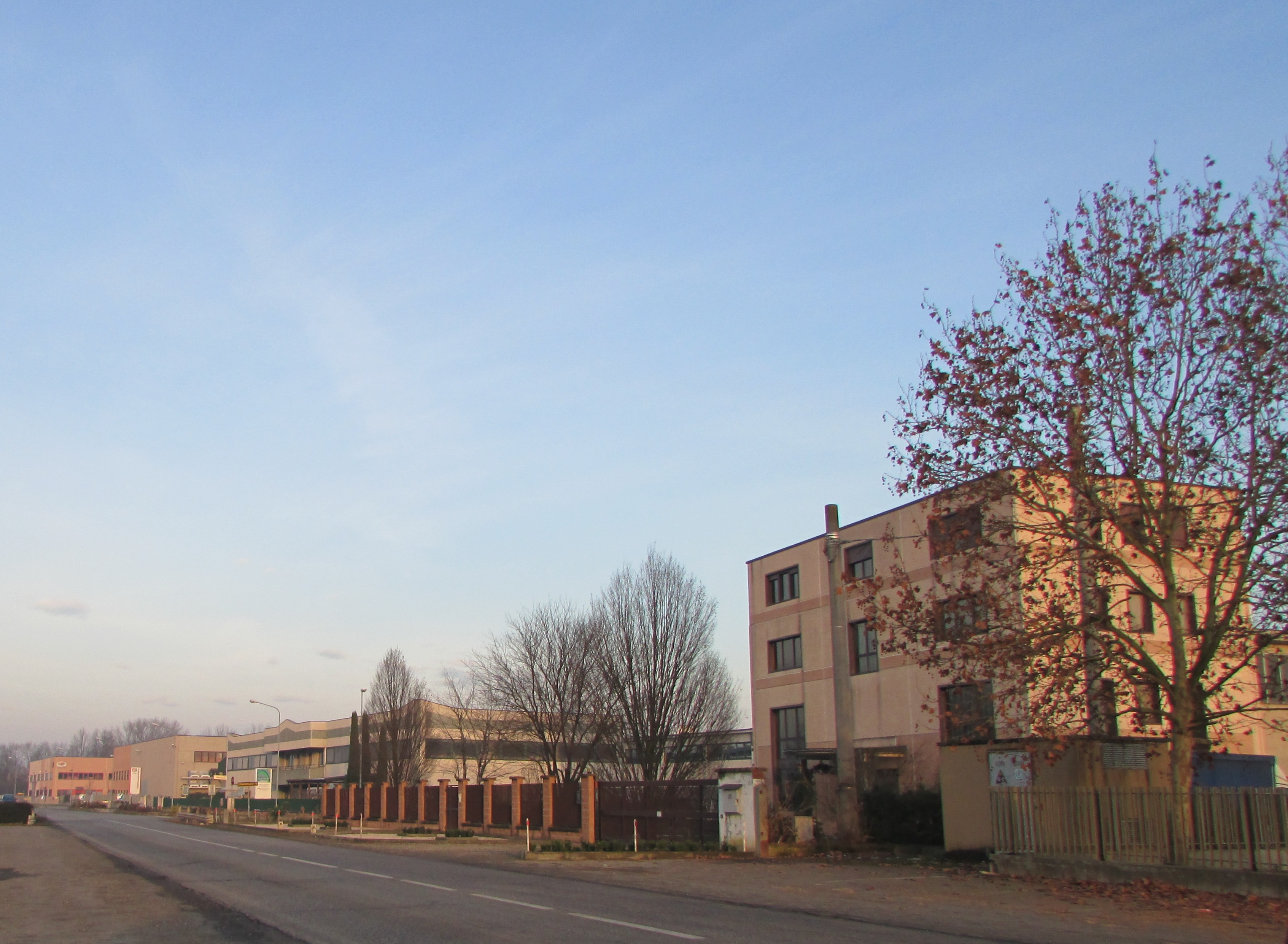
L'area produttiva di Casale

Casale fino al XX secolo era costituito da piccoli agglomerati di edifici lungo gli assi viari principali, non esisteva un centro vero e proprio e mancava una continuità abitativa. Dal punto di vista demografico, il paese ha subito una fase decrescente dopo la seconda guerra mondiale. A partire dagli anni 80 è iniziata la realizzazione di diverse lottizzazioni che ha portato a un rapido incremento della popolazione. Complice di questo fatto è stata la vicinanza con la città di Parma raggiungibile in poco tempo con la provinciale n.72, la disponibilità di alloggi più economici rispetto al capoluogo e la realizzazione della vicina zona industriale poco più a sud.

## Monumenti e luoghi d'interesse

### Architetture religiose

#### Chiesa di San Silvestro

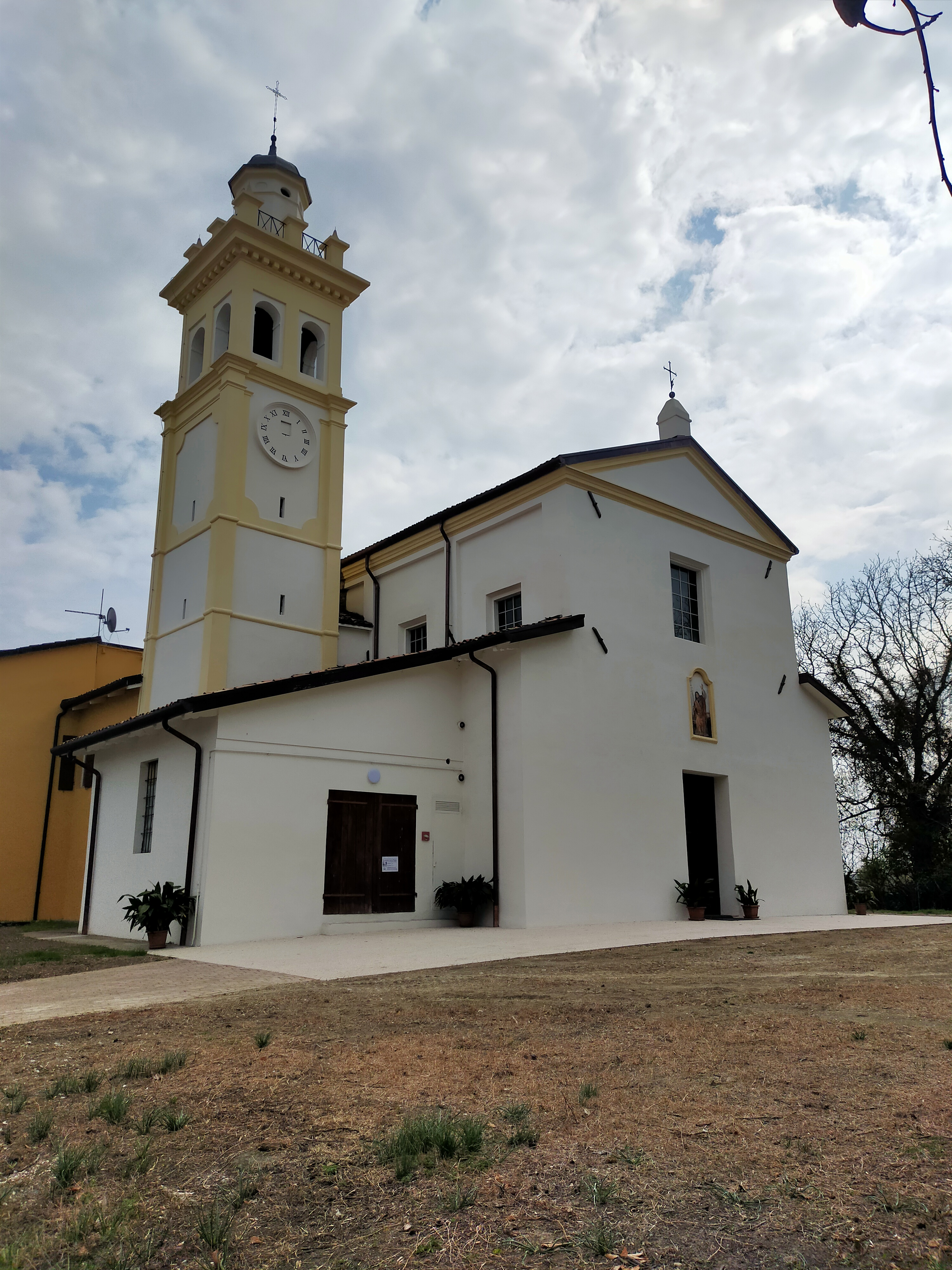
Chiesa di San Silvestro

Si hanno notizie di una prima chiesa già da una bolla di Papa Lucio II del marzo 1144 in cui viene citata come proprietà del monastero di San Giovanni: Ecclesima Sancti Silvestri de insula. Quella attuale fu eretta in seguito sulle fondamenta della preesistente intorno alla metà del XVIII secolo; in essa sono ancora oggi visibili alcune tracce dell'edificio medievale. È rimasta danneggiata dall'evento sismico del 25 gennaio 2012.

### Architetture civili

#### Municipio

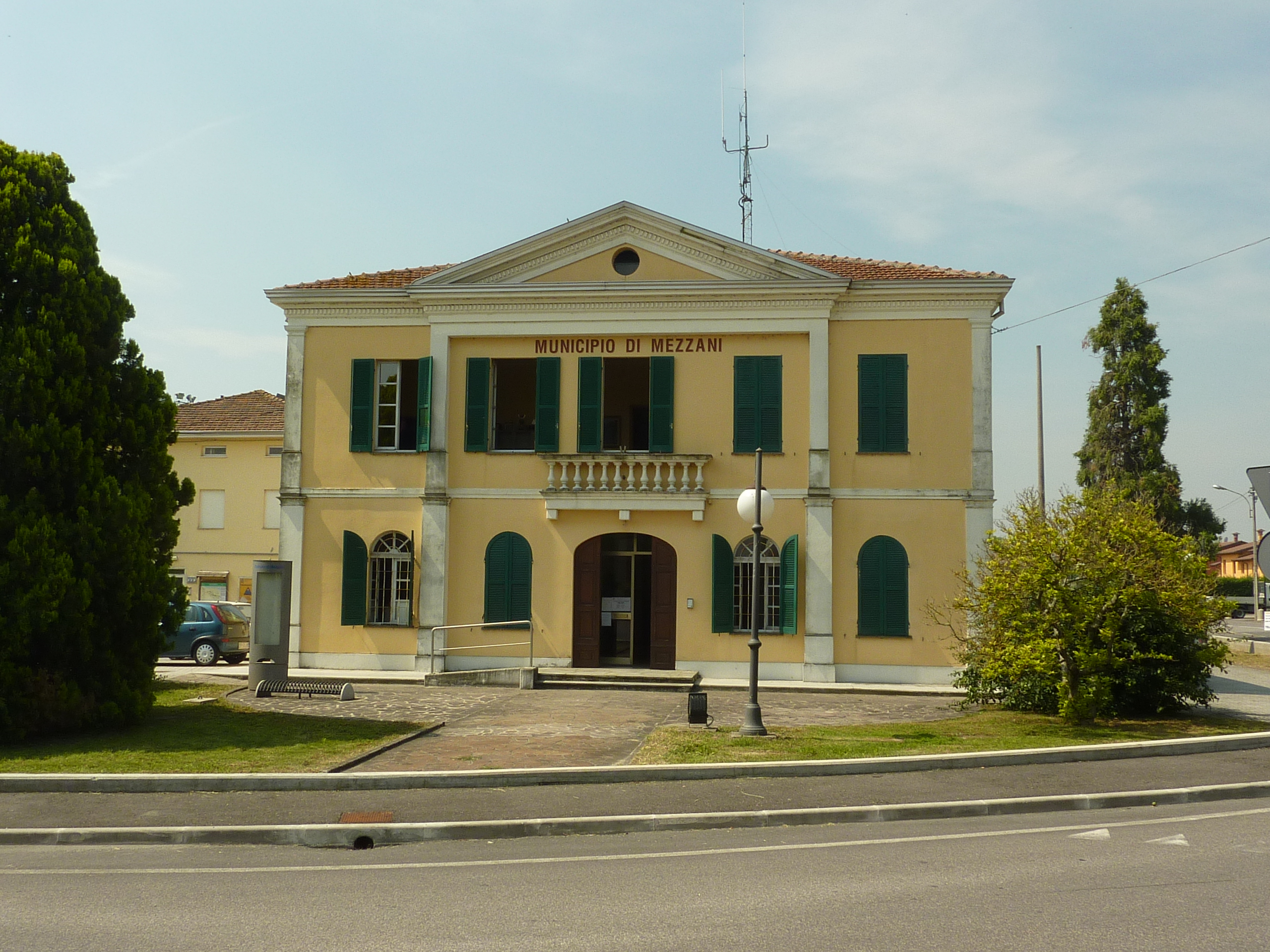
Palazzo municipale

Fu edificato nella seconda metà del XIX secolo, quando fu deciso di spostare la sede comunale da Mezzano Inferiore alla località Parmetta di Casale. Realizzato in due fasi successive, presenta una facciata in stile neoclassico con quattro lesene intersecate da una fascia marcapiano. Le due lesene centrali sorreggono un frontone triangolare. Sul lato destro dell’edificio sono poste due lapidi commemorative dei mezzanesi caduti durante i conflitti dal XIX secolo a oggi e una a ricordo di Angelo Maria Cantoni, concittadino che prese parte alla Spedizione dei mille.

#### Ex scuole elementari
Furono edificate agli inizi del XX secolo. Dopo la chiusura del plesso scolastico alla fine degli anni 70, furono successivamente utilizzate come struttura psichiatrica. Dal 27 aprile 2015 al 27 ottobre 2021 hanno ospitato una delle due REMS provvisorie della regione Emilia-Romagna. Negli anni in cui la struttura è stata operativa vi hanno soggiornato 37 persone e si sono verificate quattro evasioni.
L’edificio pur rimaneggiato, come le vicine scuole di Mezzano Superiore, mostra ancora le decorazioni originarie dell’architettura Liberty.

### Altro

#### Porto Turistico Fluviale
Inaugurato il 30 maggio 2009, si tratta di un Porto Fluviale d'importanza provinciale, studiato anche per usi diportistici pubblici e privati.

#### Pista ciclabile Bici Parma Po
Si tratta della principale pista ciclabile della Bassa parmense che si snoda sulla sommità dell'argine destro del Po seguendone il percorso. Da questo tracciato si dipartono poi altre piste secondarie che si inoltrano all'interno della pianura. Si parte da Coenzo al confine con la provincia di Reggio Emilia per arrivare fino al confine con la provincia di Piacenza in prossimità di Polesine Parmense. Nel territorio mezzanese la pista costeggia il percorso della riserva naturale orientata Parma Morta. La ciclovia Bici Parma Po fa parte del circuito EuroVelo 8, percorso che collega Cadice con Atene.

#### Argine di Sant'Antonio
Oggi ridotto a una semplice carrareccia di poco sopraelevata rispetto al piano di campagna, più arretrato dell'attuale, è ciò che resta dell'antico argine del fiume Po dell'epoca in cui i tre Mezzani erano isole del fiume.

### Aree naturali

#### Riserva naturale orientata "Parma Morta"

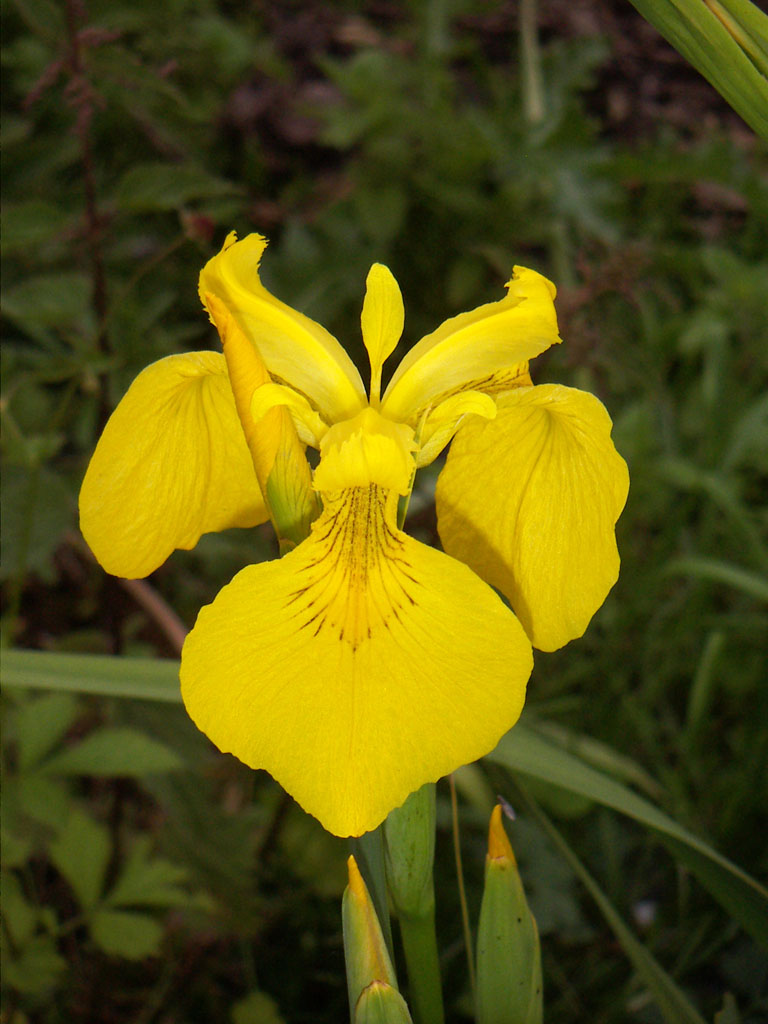
Iris d'acqua

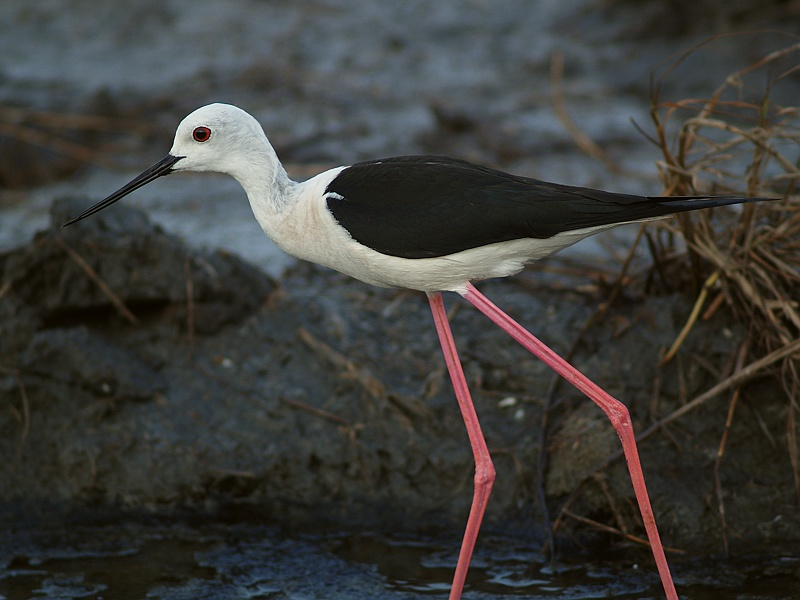
Cavaliere d’Italia

Istituita nel 1990 come riserva naturale regionale, è entrata a far parte in qualità di SIC e ZPS del progetto Rete Natura 2000. È situata lungo l’alveo abbandonato del torrente Parma che fino al XIX secolo confluiva nell’Enza. Dal punto di vista vegetazionale possiamo trovare lungo le sponde le tipiche essenze igrofile come pioppo, salice bianco e ontano mentre all’interno delle acque stagnanti prevale il cariceto. Nelle zone circostanti meno umide si possono osservare specie più spiccatamente mesofile come farnia, ciliegio selvatico, olmo e acero campestre. Importante rifugio per anfibi, rettili e uccelli, vi nidificano alcune delle specie obiettivo della direttiva Uccelli della Comunità Europea. Costituisce un corridoio ecologico tra i torrenti Parma ed Enza e uno degli ultimi ambienti umidi di una pianura fortemente antropizzata.

## Infrastrutture e trasporti
La strada provinciale n. 72 che collega Parma a Mezzani, è l'asse viario principale che lambisce la frazione.

## Cultura

### Musica
A Casale nella seconda metà del XIX secolo Giuseppe Cantoni creò il concerto Cantoni, formazione musicale popolare che divenne celebre tra la provincia di Parma e zone limitrofe. Alcuni dei componenti di questo gruppo diedero a loro volta vita ad altre famose formazioni musicali come i concerti Pinazzi e Casanova.

### Arte
A Casale sono nati lo scultore e pittore William Soncini e il pittore naïf Enrico Benassi

### Tradizioni e folclore
- La "Fasagna"

Si tratta di un tradizionale rito propiziatorio per i raccolti delle campagne che si celebra la sera del 5 gennaio che oggi a Casale viene riproposta in una chiave più moderna.

## Geografia antropica

### Suddivisioni storiche

#### Parmetta
È la zona del paese che si snoda lungo il lato sud della Strada provinciale 34. La denominazione trae origine dal canale Parmetta che scorreva a lato sud della strada. Il canale oggi è intubato e al di sopra di esso è stata realizzata la pista ciclabile che collega Mezzano Superiore e Mezzano Inferiore.

#### Valle
È nucleo di abitazioni che si trova a sud del paese, oltre il canale Parmetta e il canale Gambina.